# Xã Susquehanna, Quận Dauphin, Pennsylvania
Xã Susquehanna (tiếng Anh: Susquehanna Township) là một xã thuộc quận Dauphin, tiểu bang Pennsylvania, Hoa Kỳ. Năm 2010, dân số của xã này là 24.036 người.